# 日本アニメ大賞
日本アニメ大賞（にほんアニメたいしょう）は、日本の商業アニメーションを対象とした賞である。1984年から1990年にかけて開催された。

## 概要
主要アニメ雑誌『アニメディア』『ジ・アニメ』『マイアニメ』『月刊OUT』『アニメック』などの5誌が共同して主催した。当時、旭通信社でテレビアニメのプロデューサーだった片岡義朗が企画。5誌の編集長が実行委員会を組織して、片岡は事務局長を務めた。長編アニメを対象とする日本アニメ大賞、テレビアニメを対象とするアトム賞、その他各部門賞を設けて表彰しアニメ界の振興を図ることが設立の趣旨である。1984年の1月発売号で第1回の結果を発表し、以降は1990年4月発表の第7回まで継続した。
なお『アニメージュ』は既に独自にアニメグランプリを主催していたため、これに参加していない。アニメグランプリが読者投票制だったのに対して、日本アニメ大賞は漫画家の手塚治虫を初めとする業界関係者の審査により受賞作品を決定していたことに違いがある。
またアニメグランプリが日本武道館でイベントを実施していたのに対抗して日本アニメ大賞側は日本アニメフェスティバルを開催し、その中で表彰式と上映会や歌手や声優によるイベントを行った。日本アニメ大賞と同様に、アニメ雑誌の編集長らで組織された日本アニメフェスティバル実行委員会の主催によって行なわれた。第1回は1983年11月16日に「TVアニメーション20周年記念　日本アニメフェスティバル'83」として日本武道館で行われた。なお、第1回のみ表彰式はこれとは別に、同年11月21日に東京会館で行われた。第2回は「浅草アニメ映画祭」として浅草公園六区の全映画館や場外馬券売り場（現：ウインズ浅草）等を終日貸切とし前年公開のアニメ映画とテレビアニメ第1話全ての上映やアニラジの公開録音が行われた。第3回と第4回は「サンシャイン・アニメ映画祭」、第5回から第7回までは「こどもの城アニメ映画祭」と銘打っていた。

## 受賞リスト

### 作品賞

#### 日本アニメ大賞
| 回（年度）      | 作品名                         |
| --------------- | ------------------------------ |
| 第1回（1983年） | 幻魔大戦                       |
| 第2回（1984年） | 風の谷のナウシカ               |
| 第3回（1985年） | 該当作品なし                   |
| 第4回（1986年） | 該当作品なし                   |
| 第5回（1987年） | 王立宇宙軍 オネアミスの翼      |
| 第6回（1988年） | となりのトトロ 火垂るの墓      |
| 第7回（1989年） | 機動警察パトレイバー the Movie |

#### アトム賞
| 回（年度）      | 作品名                |
| --------------- | --------------------- |
| 第1回（1983年） | うる星やつら          |
| 第2回（1984年） | とんがり帽子のメモル  |
| 第3回（1985年） | タッチ                |
| 第4回（1986年） | 愛少女ポリアンナ物語  |
| 第5回（1987年） | 宇宙船サジタリウス    |
| 第6回（1988年） | ミスター味っ子        |
| 第7回（1989年） | それいけ!アンパンマン |

#### OVA最優秀賞
| 回（年度）      | 作品名                                        |
| --------------- | --------------------------------------------- |
| 第3回（1985年） | 装甲騎兵ボトムズ ザ・ラスト・レッドショルダー |
| 第4回（1986年） | エリア88 ACT III 燃える蜃気楼                 |
| 第5回（1987年） | 妖獣都市                                      |
| 第6回（1988年） | エースをねらえ!2                              |
| 第7回（1989年） | クラッシャージョウ 最終兵器アッシュ           |

### 個人賞

#### 演出部門
| 回（年度）      | 受賞者         | 作品名                                   |
| --------------- | -------------- | ---------------------------------------- |
| 第1回（1983年） | 石黒昇         | 超時空要塞マクロス                       |
| 第2回（1984年） | 押井守         | うる星やつら2 ビューティフル・ドリーマー |
| 第3回（1985年） | 杉井ギサブロー | タッチ                                   |
| 第4回（1986年） | 高橋良輔       | 蒼き流星SPTレイズナー                    |
| 第5回（1987年） | 川尻善昭       | 妖獣都市                                 |
| 第6回（1988年） | 高畑勲         | 火垂るの墓                               |
| 第7回（1989年） | 井内秀治       | 魔神英雄伝ワタル                         |

#### 作画監督部門
| 回（年度）      | 受賞者                                            | 作品名                       |
| --------------- | ------------------------------------------------- | ---------------------------- |
| 第1回（1983年） | 安彦良和                                          | クラッシャージョウ（劇場版） |
| 第2回（1984年） | 芦田豊雄                                          | 銀河漂流バイファム           |
| 第3回（1985年） | 名倉靖博                                          | とんがり帽子のメモル         |
| 第4回（1986年） | 森山ゆうじ                                        | プロジェクトA子              |
| 第5回（1987年） | 荒木伸吾                                          | 聖闘士星矢                   |
| 第6回（1988年） | なかむらたかし                                    | AKIRA                        |
| 第7回（1989年） | 『魔女の宅急便』作画チーム （近藤喜文、近藤勝也） | 魔女の宅急便                 |

#### 脚本部門
| 回（年度）      | 受賞者          |
| --------------- | --------------- |
| 第1回（1983年） | 首藤剛志        |
| 第2回（1984年） | 小山高生        |
| 第3回（1985年） | 星山博之        |
| 第4回（1986年） | 高久進          |
| 第5回（1987年） | 藤子・F・不二雄 |
| 第6回（1988年） | 富田祐弘 宮崎駿 |
| 第7回（1989年） | 伊藤和典        |

#### 美術部門
| 回（年度）      | 受賞者            |
| --------------- | ----------------- |
| 第1回（1983年） | 椋尾篁            |
| 第2回（1984年） | 土田勇            |
| 第3回（1985年） | 小林七郎          |
| 第4回（1986年） | 野崎俊郎 山本二三 |
| 第5回（1987年） | 小倉宏昌          |
| 第6回（1988年） | 男鹿和雄          |
| 第7回（1989年） | 大野広司          |

#### 音楽部門
| 回（年度）      | 受賞者          | 作品名                            |
| --------------- | --------------- | --------------------------------- |
| 第1回（1983年） | 羽田健太郎      | 超時空要塞マクロス                |
| 第2回（1984年） | 久石譲          | 風の谷のナウシカ                  |
| 第3回（1985年） | 宇崎竜童 林英哲 | カムイの剣                        |
| 第4回（1986年） | 新田一郎        | エリア88                          |
| 第5回（1987年） | 横山菁児        | 聖闘士星矢                        |
| 第6回（1988年） | 芸能山城組      | AKIRA                             |
| 第7回（1989年） | 朝川朋之        | ファイブスター物語 ジャングル大帝 |

#### 音響部門
| 回（年度）      | 受賞者   |
| --------------- | -------- |
| 第3回（1985年） | 斯波重治 |
| 第4回（1986年） | 田代敦巳 |
| 第5回（1987年） | 明田川進 |
| 第6回（1988年） | 浦上靖夫 |
| 第7回（1989年） | 千葉耕市 |

#### 撮影部門
| 回（年度）      | 受賞者   |
| --------------- | -------- |
| 第3回（1985年） | 八巻磐   |
| 第4回（1986年） | 石川欣一 |
| 第5回（1987年） | 諫川弘   |
| 第6回（1988年） | 三沢勝治 |
| 第7回（1989年） | 吉田光伸 |

#### 声優部門
第3回より男性声優部門・女性声優部門・声優部門特別演技賞を新設。
| 回（年度）      | 声優部門     | 声優部門     | 声優部門   |
| --------------- | ------------ | ------------ | ---------- |
| 第1回（1983年） | 藤田淑子     | 藤田淑子     | 藤田淑子   |
| 第2回（1984年） | 古川登志夫   | 古川登志夫   | 古川登志夫 |
|                 | 男性声優部門 | 女性声優部門 | 特別演技賞 |
| 第3回（1985年） | 神谷明       | 田中真弓     | 日髙のり子 |
| 第4回（1986年） | 井上和彦     | 戸田恵子     | 常田富士男 |
| 第5回（1987年） | 千葉繁       | 水谷優子     |            |
| 第6回（1988年） | 永井一郎     | 白石綾乃     | 糸井重里   |
| 第7回（1989年） | 塩沢兼人     | 林原めぐみ   |            |

### 特別賞・貢献賞・企画賞
| 回（年度）      | 特別賞             | 貢献賞                   | 企画賞               |
| --------------- | ------------------ | ------------------------ | -------------------- |
| 第3回（1985年） | まんが日本昔ばなし | Dr.スランプ アラレちゃん |                      |
| 第4回（1986年） | 宮崎駿             | バリバリ伝説             |                      |
| 第6回（1988年） |                    | マッドハウス             | 機動警察パトレイバー |
| 第7回（1989年） | スタジオ・ライブ   | 御先祖様万々歳!          |                      |

### 主題歌賞
| 回（年度）      | 受賞曲               | 作品名                                  | 歌手       |
| --------------- | -------------------- | --------------------------------------- | ---------- |
| 第2回（1984年） | 愛・おぼえていますか | 超時空要塞マクロス 愛・おぼえていますか | 飯島真理   |
| 第3回（1985年） | タッチ               | タッチ                                  | 岩崎良美   |
| 第4回（1986年） | 悲しみよこんにちは   | めぞん一刻                              | 斉藤由貴   |
| 第5回（1987年） | 夢冒険               | アニメ三銃士                            | 酒井法子   |
| 第6回（1988年） | さんぽ               | となりのトトロ                          | 井上あずみ |
| 第7回（1989年） | 怒りの獣神           | 獣神ライガー                            | 弘妃由美   |

### ファン大賞

#### 作品
| 回（年度）      | 作品名                 |
| --------------- | ---------------------- |
| 第1回（1983年） | 超時空要塞マクロス     |
| 第2回（1984年） | 銀河漂流バイファム     |
| 第3回（1985年） | 機動戦士Ζガンダム      |
| 第4回（1986年） | 機動戦士ガンダムΖΖ     |
| 第5回（1987年） | 赤い光弾ジリオン       |
| 第6回（1988年） | 鎧伝サムライトルーパー |
| 第7回（1989年） | 鎧伝サムライトルーパー |

#### キャラクター
| 回（年度）      | 男性キャラクター（作品）                 | 女性キャラクター（作品）               |
| --------------- | ---------------------------------------- | -------------------------------------- |
| 第1回（1983年） | ジョウ（クラッシャージョウ）             | ラム（うる星やつら）                   |
| 第2回（1984年） | ダバ・マイロード（重戦機エルガイム）     | ガウ・ハ・レッシィ（重戦機エルガイム） |
| 第3回（1985年） | シャア・アズナブル（機動戦士Ζガンダム）  | フォウ・ムラサメ（機動戦士Ζガンダム）  |
| 第4回（1986年） | ジュドー・アーシタ（機動戦士ガンダムΖΖ） | エルピー・プル（機動戦士ガンダムΖΖ）   |
| 第5回（1987年） | JJ（赤い光弾ジリオン）                   | アップル（赤い光弾ジリオン）           |
| 第6回（1988年） | 響リョウ（超音戦士ボーグマン）           | アニス・ファーム（超音戦士ボーグマン） |
| 第7回（1989年） | 真田遼（鎧伝サムライトルーパー）         | 那羅王レンゲ（天空戦記シュラト）       |